# مهدی بنی‌سلیمان
مهدی خان بنی سلیمان سیاستمدار ایرانی بود، که در دوره ششم مجلس شورای ملی به عنوان نماینده شوشتر از استان خوزستان در مجلس شورای ملی حضور داشت.